# Vilismán
Vilismán es una localidad del Departamento El Alto, en el este de la provincia argentina de Catamarca.

## Geografía

### Población
Cuenta con 112 habitantes (Indec, 2010), lo que representa un descenso del 17% frente a los 136 habitantes (Indec, 2001) del censo anterior.
| Gráfica de evolución demográfica de Vilismán entre 1991 y 2010 |
|                                                                |
| Fuente: Censos nacionales del INDEC                            |

### Sismicidad
La sismicidad de la región de Catamarca es frecuente y de intensidad baja, y un silencio sísmico de terremotos medios a graves cada 30 años en áreas aleatorias. Sus últimas expresiones se produjeron:
- 21 de octubre de 1966 (58 años), a las 12.39 UTC-3 con 5,0 Richter; como en toda localidad sísmica, aún con un silencio sísmico corto, se olvida la historia de otros movimientos sísmicos regionales
- 7 de septiembre de 2004 (20 años), a las 8.53 UTC-3, con una magnitud aproximadamente de 6,5 en la escala de Richter (terremoto de Catamarca de 2004)[1]